# Jang Bogo (stacja antarktyczna)
Jang Bogo (kor. 장보고과학기지, latynizacja poprawiona: Jangbogo Gwahak Giji, Naukowa Baza [im.] Chang Pogo) – całoroczna stacja polarna należąca do Republiki Korei, położona na Antarktydzie Wschodniej. Została nazwana na cześć Chang Pogo, koreańskiego żeglarza i dowódcy z IX wieku.

## Położenie i warunki
Stacja znajduje się nad Zatoką Terra Nova na Ziemi Wiktorii, na wolnym od lodu przylądku Möbius. Nad zatoką znajdują się jeszcze dwie letnie stacje antarktyczne: włoska stacja Zucchelli i niemiecka stacja Gondwana.

## Historia i działalność
Wybór miejsca pod budowę drugiej koreańskiej stacji antarktycznej (po stacji King Sejong) dokonał się po kilku latach obserwacji, zwieńczonych serią badań w 2010 roku. Miejsce musiało spełniać szereg kryteriów, zarówno nadawać się do długofalowego monitorowania zmian klimatu, jak również być bezpieczne i dostępne, a także sprzyjać współpracy międzynarodowej. Stacja została zaprojektowana tak, aby nie generować odpadów nawet na etapie budowy; dla zminimalizowania skutków środowiskowych, oprócz generatorów Diesla wykorzystuje zasilanie wiatrowe i słoneczne. Została otwarta w 2014 r.
Stacja prowadzi badania zmian klimatu, zarówno poprzez pomiary meteorologiczne i monitorowanie zawartości gazów cieplarnianych w atmosferze, jak i badania nad klimatem w przeszłości geologicznej, poznawanym dzięki badaniu lodowców i osadów z dna Morza Rossa. Prócz tego badacze prowadzą badania geologiczne, w szczególności obejmujące procesy neotektoniczne związane z wypiętrzaniem Gór Transantarktycznych i pobliskiego stratowulkanu Mount Melbourne. Prace w stacji Jang Bogo obejmują także oceanografię, badanie wysokich partii atmosfery, monitorowanie ekosystemów i poszukiwania meteorytów na lodowcach.